# Andrea
Andrea (pronuncia: /anˈdrɛa/) è un nome proprio di persona italiano; è primariamente maschile, ma è documentato anche l'uso minoritario al femminile.

## Varianti
- Maschili
  - Alterati: Andreino[8], Andreolo[8], Andreuccio[6][8], Andrietto[8], Andreano.[8]
  - Ipocoristici: Drea[5], Dea[5]
- Femminili: Andreina[6][7][9][10], Andreana[7], Andreuccia[8], Andreuola[5], Andreola[8], Andreozza[5], Andrietta[8], Andrettina[8]
  - Ipocoristici: Dozza[5]

### Varianti in altre lingue
- Albanese: Andrea
  - Ipocoristici: Andi
- Basco: Ander[3][4][11]
  - Femminili: Andere[11]
- Bielorusso: Андрэй (Andrėj)
- Bulgaro: Андрей (Andrej)[3][4]
- Catalano: Andreu[3][11]
  - Femminili: Andrea[11]
- Ceco: Andrej[3][4], Ondřej[3][4]
  - Femminili: Andrea[4][9]
- Corso: Andria[3]
- Croato: Andrej[3][4], Andrija[3], Andro[3]
  - Femminili: Andrea[9], Andreja[9], Andrijana[12]
- Danese: Anders[3], Andreas[3]
  - Femminili: Andrea[4][9]
- Esperanto: Andreo
- Estone: Andres[3], Andrus[3]
- Finlandese: Antero[3][4]
  - Ipocoristici: Antti[4][13], Tero[13]
- Francese: André[3][4][6]
  - Femminili: Andrée[4][9]
- Galiziano: André[3]
  - Femminili: Andrea[9], Andreia[9]
- Gallese: Andreas[3], Andras[3][4]
- Georgiano: ანდრია (Andria)[3]
- Greco antico: Ἀνδρέας (Andreas)[3][4], Ἀνδριάς (Andrias)[3]
- Greco moderno: Ανδρέας (Andreas)[3]
- Inglese: Andrew[3][4][6], Andre[3]
  - Ipocoristici: Andy[6][13], Drew[4][6][13], Dandy[6]
  - Femminili: Andrea[4][9], Andra[9], Andrina[9]
  - Ipocoristici femminili: Andi, Andy[13], Drea[13]
- Irlandese: Aindréas[3][4], Aindriú[3][4]
- Latino: Andreas[3][5]
- Lettone: Andrejs[3], Andris[3]
- Ligure: Dria, Andria[14]
  - Ipocoristici: Drin, Driolin (maschile); Andrietta (femminile)
- Lituano: Andrius[3]
- Macedone: Андреј (Andrej)[3]
- Māori: Ānaru[3][4]
- Norvegese: Anders[3][4], Andreas[3]
  - Femminili: Andrea[4][9]
- Olandese: Andreas[3], Andries[3][4]
  - Femminili: Andrea
- Polacco: Andrzej[3][4], Jędrzej (arcaica)[3]
- Portoghese: André[3]
  - Femminili: Andreia[9]
- Portoghese brasiliano: André
  - Femminili: Andréa[9], Andréia[4][9], Andressa
- Rumeno: Andrei[3][4]
  - Femminili: Andreea[4][9], Andrade, Andrada
- Russo: Андрей (Andrej)[3][4]
- Scozzese: Aindrea[3][4]
  - Ipocoristici: Dand[13]
- Serbo: Андреј (Andrej)[3], Андрија (Andrija)[3][4]
- Siciliano: Annirìa, Nirìa, Antrea, Ntrea (gli ultimi due sono italinismi)[15]
- Slovacco: Ondrej[3], Ondřej[4], Andrej[3][4]
  - Femminili: Andrea[9]
- Sloveno: Andraž[3], Andrej[3]
  - Femminili: Andreja[9]
- Spagnolo: Andrés[3][4][6][11]
  - Femminili: Andrea[9][11]
- Svedese: Anders[3][4], Andreas[3]
  - Femminili: Andrea[4][9]
- Tedesco: Andreas[3][4][6]
  - Femminili: Andrea[4][9]
- Ucraino: Андрій (Andrij)[3]
- Ungherese: András[3][4], Andor[3], Endre[3][4]
  - Ipocoristici: Andris[13], Bandi[13]
  - Femminili: Andrea[9]

## Origine e diffusione
Proviene dal nome greco Ἀνδρέας (Andreas), derivato da ἀνήρ (anḗr), genitivo ἀνδρός (andrós), che indica l'uomo con riferimento alla sua mascolinità, contrapposto alla donna con la sua femminilità; in latino, questo termine ha un corrispondente in vir, viri, mentre uomo nel significato di "genere umano" è homō, hominis in latino e ἄνθρωπος (ánthrōpos), ἀνθρώπου (anthrṓpou) in greco. Il nome proprio viene ricondotto anche ad ἀνδρεία (andréia), termine correlato che indica "forza", "valore", "coraggio", "virilità", "mascolinità".
Lo stesso elemento che compone il nome Andrea si ritrova anche in altri nomi, quali Androclo, Andromaco, Androgeo e Andronico – nomi di cui la forma greca originaria poteva anche costituire un ipocoristico – e anche Alessandro, Leandro, Lisandro e Cassandro. Per significato, inoltre, è analogo al nome Arsenio, anch'esso di origine greca.
Il nome era anticamente molto usato dai pagani greci, grazie ai quali si sparse in Palestina, nel Vicino Oriente e in Egitto una volta che la cultura greca vi penetrò. Grazie alla venerazione verso sant'Andrea apostolo e vari altri santi, il nome ha goduto di ampia popolarità negli ambienti cristiani fin dai primi tempi, e in particolare nel Medioevo. La variante femminile inglese Andra è in uso solo dal XX secolo. Secondo l'ISTAT, è uno dei nomi maschili più utilizzati per i nuovi nati in Italia dell'inizio del XXI secolo, essendo stato il terzo nome più scelto negli anni dal 2004 al 2012 (con l'eccezione del 2009 in cui si attestò al quarto posto), mentre tra la popolazione adulta, risulta particolarmente frequente in Lombardia. Secondo altre statistiche sarebbe inoltre il nome più diffuso nel mondo. In Italia il nome ha dato origine a numerosi cognomi, come Andreatta, Andreoli o Andreotti.
Va notato che le forme ungheresi Andor ed Endre coincidono con due nomi norvegesi di diversa origine, e il finlandese Antero coincide con Antero, un altro nome italiano di origine greca.

### Il genere di Andrea in italiano
Mentre in diverse lingue (come l'inglese, il ceco, il tedesco e lo spagnolo) la grafia Andrea è la forma femminile del nome, all'interno della cultura italiana contemporanea Andrea ha valenza prevalentemente maschile. Tuttavia in epoca tardomedievale in Italia, almeno nell'area toscana, il nome era sostanzialmente ambigenere: un'analisi dei battezzati fiorentini fra il 1450 e il 1500 ha rivelato un cospicuo numero di donne con questo nome. La tendenza ad attribuirlo alle femmine è ritornata sul finire del XX secolo, non tanto per ragioni storiche quanto per l'influsso delle culture straniere (si pensi agli ormai piuttosto comuni Daniel e Christopher) e il suo uso ha raggiunto livelli degni di nota, anche se non alti come nelle epoche passate (nel 2013 in Italia hanno ricevuto questo nome 281 bambine, pari allo 0,12% del totale), ma rimane nel complesso raro ed eccezionale; di fatto in italiano Andrea è usato quasi solo al maschile, mentre per il femminile storicamente si è ripiegato di solito su Andreina.
Sulla questione si è acceso un dibattito anche a livello legale: la legge italiana (nel D.P.R. n. 396 del 2000) stabilisce che il nome deve accordarsi al sesso del nascituro; Andrea dunque, che in italiano è consolidatamente maschile, verrebbe così precluso alle neonate, a meno che non fosse usato come secondo nome (va detto che l'ufficiale dello stato civile sarebbe comunque obbligato a formare l'atto di nascita secondo la volontà del genitore, anche in contravvenzione a tale normativa, potendo però decidere di segnalarlo al Procuratore della Repubblica, che eventualmente costringerebbe alla rettifica).
Si sono avuti casi giudiziari dove è stata imposta la rettifica del nome in concordanza con questa legge (come nel dicembre 2011 presso il tribunale civile di Mantova), ma nel novembre 2012 la corte di cassazione ha accolto la protesta di una coppia di genitori di Pistoia contro la decisione con la quale la corte d'appello di Firenze, il 3 agosto 2010, aveva disposto la rettifica del nome Andrea che avevano dato alla loro figlia: in tale occasione, la Corte di Cassazione rilevò che, dato il contesto multiculturale che si è venuto a creare in Italia, attribuire il nome Andrea ad una bambina, seguendo una moda forestiera, non è ridicolo o vergognoso, né crea ambiguità riguardo al genere della persona.
A livello di curiosità, si può notare che Andrea è uno dei pochi nomi italiani maschili che finiscono per -a a godere di ampia diffusione, assieme a Luca, Mattia, Elia e Nicola; ne esistono poi molti altri meno comuni, come Enea, Tobia, Leonida, Battista o Barnaba.
NatiAnno0200040006000800010.00012.0001995200020052010201520202025MaschiFemmineMaschi e femmine nati in Italia che si chiamano Andrea

## Onomastico

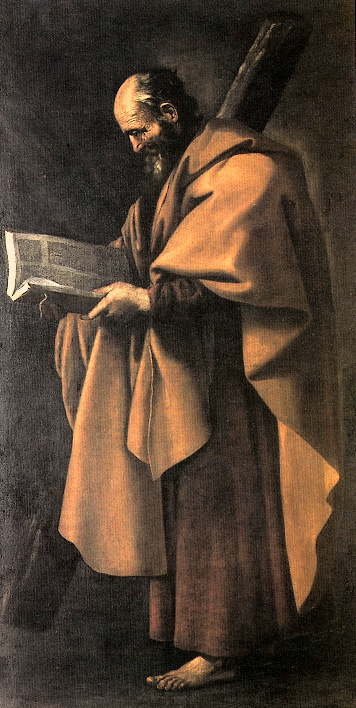
Sant'Andrea dipinto da Francisco de Zurbarán

L'onomastico si festeggia tradizionalmente il 30 novembre in occasione della memoria di sant'Andrea apostolo, fratello di San Pietro. Alternativamente, si può festeggiare in ricordo di molti altri santi e beati, fra cui:
- 6 gennaio, sant'Andrea Corsini, vescovo di Fiesole del XIV secolo[29]
- 6 gennaio, sant'André Bessette, religioso canadese[29]
- 1º febbraio, beato Andrea da Segni (o De Conti)[29]
- 26 febbraio, sant'Andrea, vescovo di Firenze[29]
- 19 marzo, beato Andrea Gallerani, fondatore dei frati della misericordia[29]
- 18 aprile, beato Andrea da Montereale, sacerdote agostiniano[29]
- 18 aprile, beato Andrés Hibernón, laico francescano[29]
- 13 maggio, sant'Andrea Uberto Fournet, sacerdote francese[29]
- 15 maggio, sant'Andrea, martire con i santi Pietro, Paolo e Dionisia nell'Ellesponto[29]
- 15 maggio, beato Andrea Abellon, sacerdote domenicano[29]
- 16 maggio, sant'Andrea Bobola, gesuita e martire polacco[29]
- 26 maggio, beato Andrea Franchi, vescovo[29]
- 26 giugno, beato Andrea Giacinto Longhin, vescovo
- 12 luglio, sant'Andrea di Rinn, martire[29]
- 16 luglio (3 ottobre con i protomartiri brasiliani), sant'Andrea de Soveral, presbitero brasiliano, martire a Cunhaú[29]
- 19 agosto, sant'Andrea il Tribuno, soldato e martire in Cilicia[29]
- 22 agosto, sant'Andrea da Fiesole Scoto, vissuto nel IX secolo[29]
- 3 settembre, beato Andrea Dotti, sacerdote.
- 16 settembre, sant'Andrea Kim Taegon, primo presbitero coreano, martire
- 20 settembre, sant'Andrea, sacerdote e martire con i vescovi Asiano e Ipazio a Costantinopoli[29]
- 10 novembre, sant'Andrea Avellino, sacerdote del XVI secolo[29]
- 21 dicembre, sant'Andrea Dũng Lạc, martire vietnamita[29]

## Persone
- Andrea, apostolo e santo

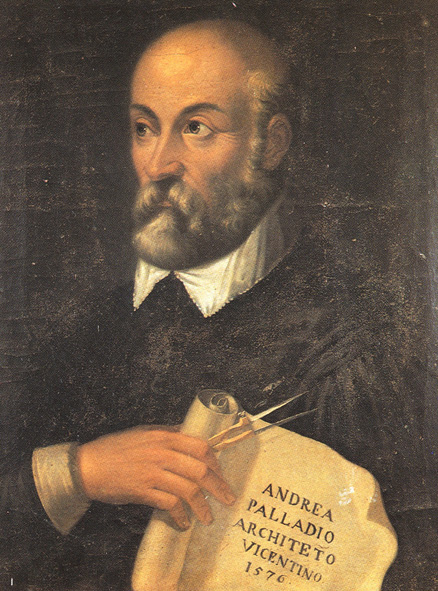
Andrea Palladio

- Andrea Barzagli, calciatore italiano
- Andrea Bocelli, tenore italiano
- Andrea Camilleri, scrittore, sceneggiatore e regista italiano
- Andrea Cassarà, schermidore italiano
- Andrea De Cesaris, pilota automobilistico italiano
- Andrea del Verrocchio, scultore, pittore e orafo italiano
- Andrea Doria, ammiraglio, politico e nobile italiano
- Andrea Mantegna, pittore e incisore italiano
- Andrea Palladio, architetto, teorico dell'architettura e scenografo italiano
- Andrea Pirlo, calciatore italiano
- Andrea Pisano, scultore e architetto italiano
- Andrea Sansovino, scultore e architetto italiano

### Variante Andre

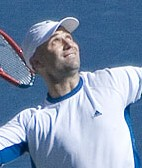
Andre Agassi

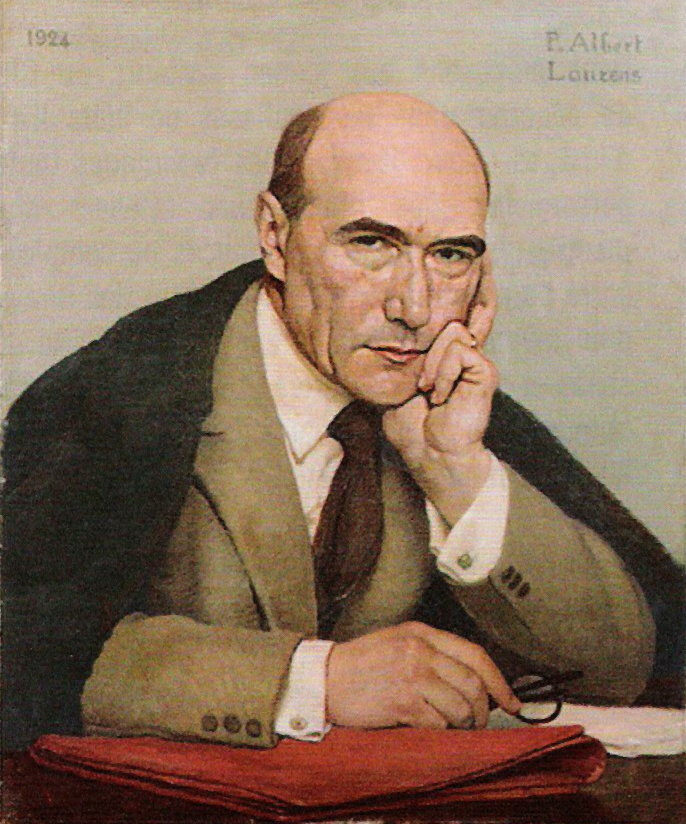
André Gide

- Andre Agassi, tennista statunitense
- Andre Béteille, sociologo e saggista indiano
- Andre Braugher, attore statunitense
- Andre Dubus III, scrittore statunitense
- Andre Ethier, giocatore di baseball statunitense
- Andre Gunder Frank, sociologo ed economista tedesco
- Andre Matos, cantante brasiliano

### Variante André
- André Breton, poeta, saggista e critico d'arte francese
- André Franquin, fumettista belga
- André Gide, scrittore francese
- André Kertész, fotografo ungherese
- André Lange, bobbista tedesco
- André Malraux, scrittore e politico francese
- André Rieu, direttore d'orchestra e violinista olandese
- André Schürrle, calciatore tedesco
- André Weil, matematico francese

### Variante Andrés

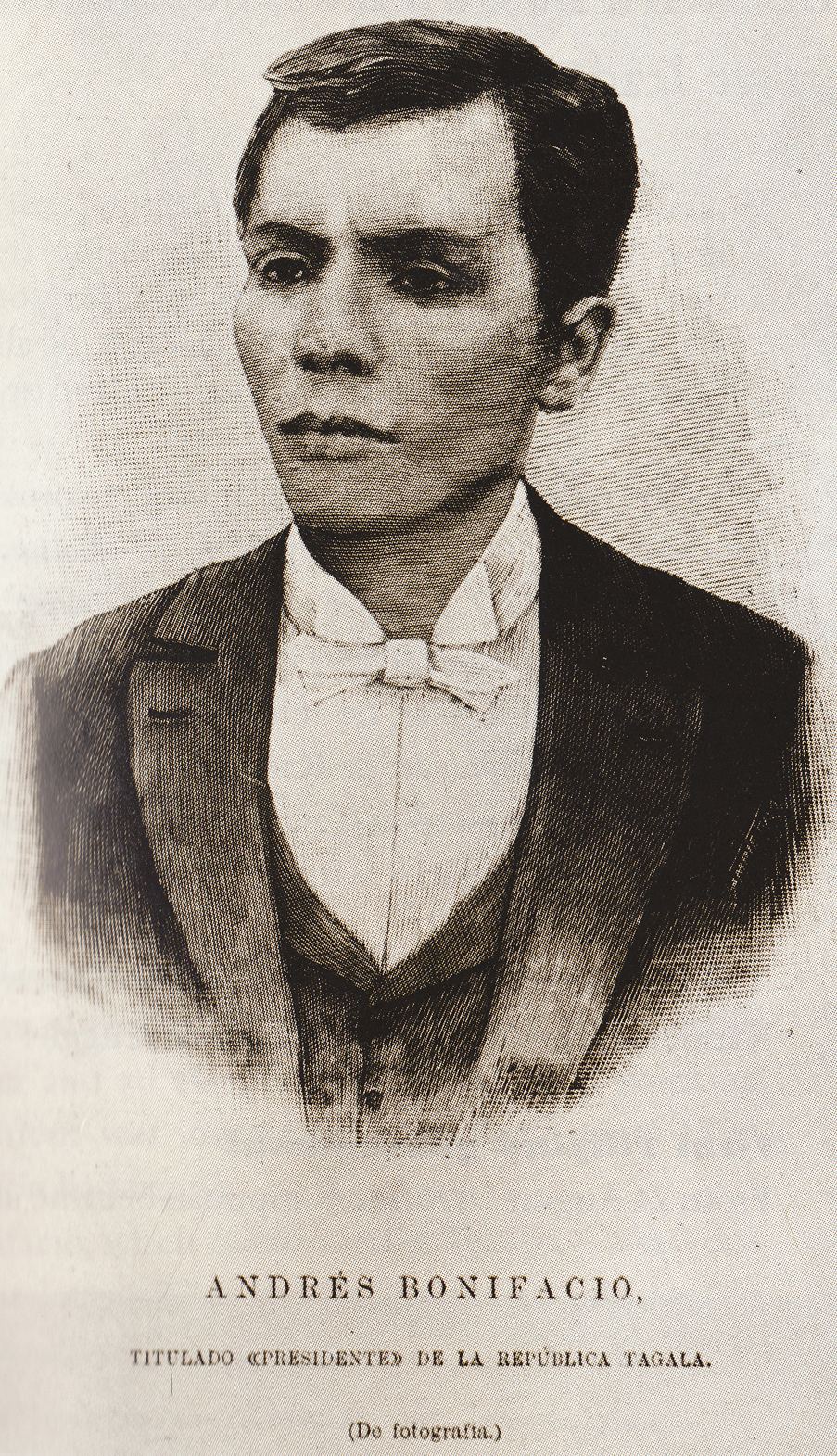
Andrés Bonifacio

- Andrés Bello, poeta, filosofo, educatore e giurista venezuelano
- Andrés Bonifacio, rivoluzionario filippino
- Andrés Manuel del Río, scienziato, chimico e geologo messicano
- Andrés Hurtado de Mendoza, militare spagnolo
- Andrés de Urdaneta, esploratore, navigatore e frate spagnolo
- Andrés Iniesta, calciatore spagnolo
- Andrés Manuel López Obrador, politico messicano
- Andrés Mejuto, attore spagnolo
- Andrés Nin, politico e antifascista spagnolo
- Andrés Nocioni, cestista argentino
- Andrés Quintana Roo, politico messicano
- Andrés Segovia, chitarrista spagnolo

### Variante Andreas
- Andreas Achenbach, pittore tedesco
- Andreas Brehme, calciatore tedesco
- Andreas Grega, cantante svedese

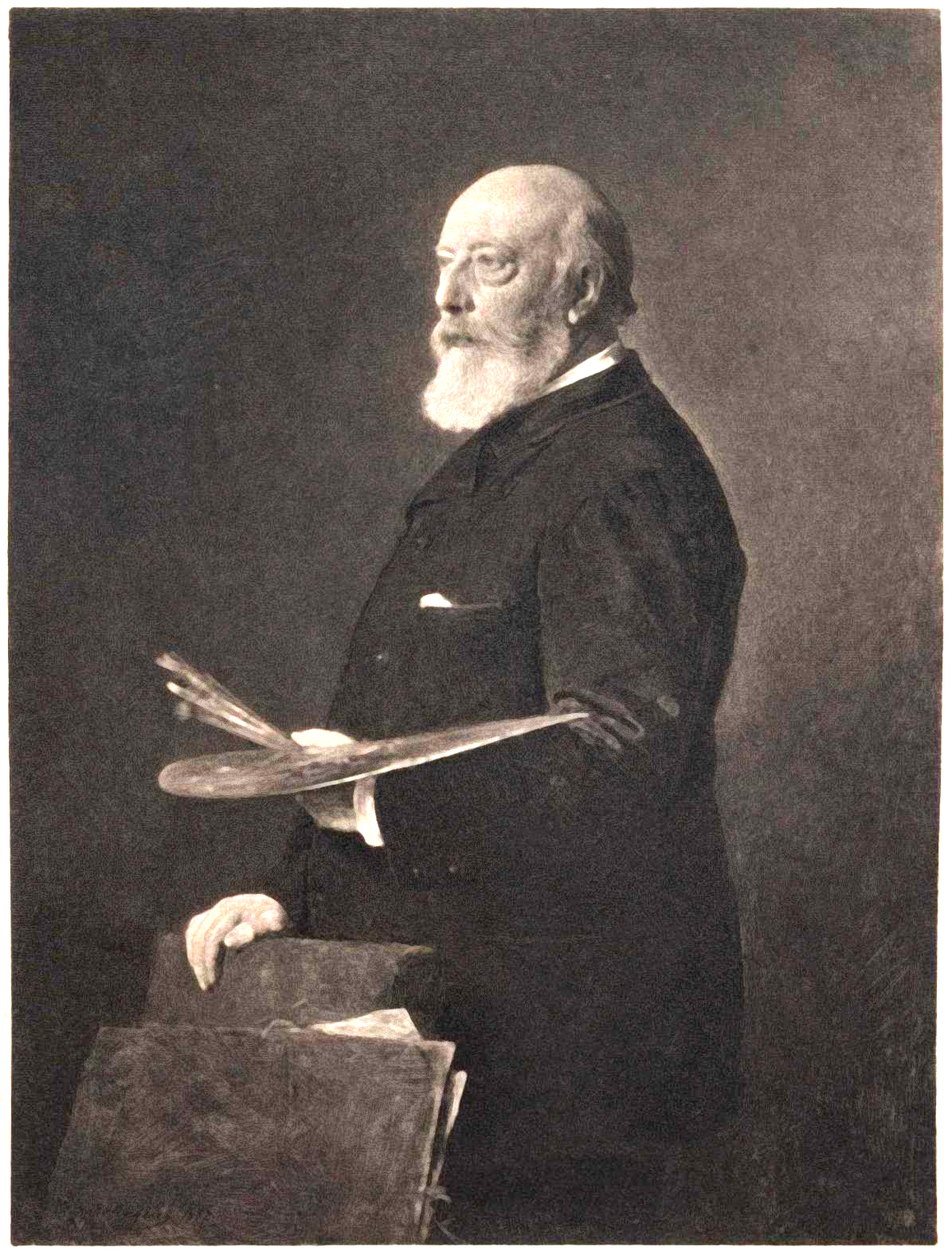
Andreas Achenbach

- Andreas Hofer, oste, comandante e patriota tirolese
- Andreas Reischek, ornitologo, naturalista e tassidermista austriaco
- Andreas Seppi, tennista italiano
- Andreas Vollenweider, arpista svizzero

### Variante Andrew
- Andrew Garfield, attore britannico
- Andrew Howe, atleta italiano

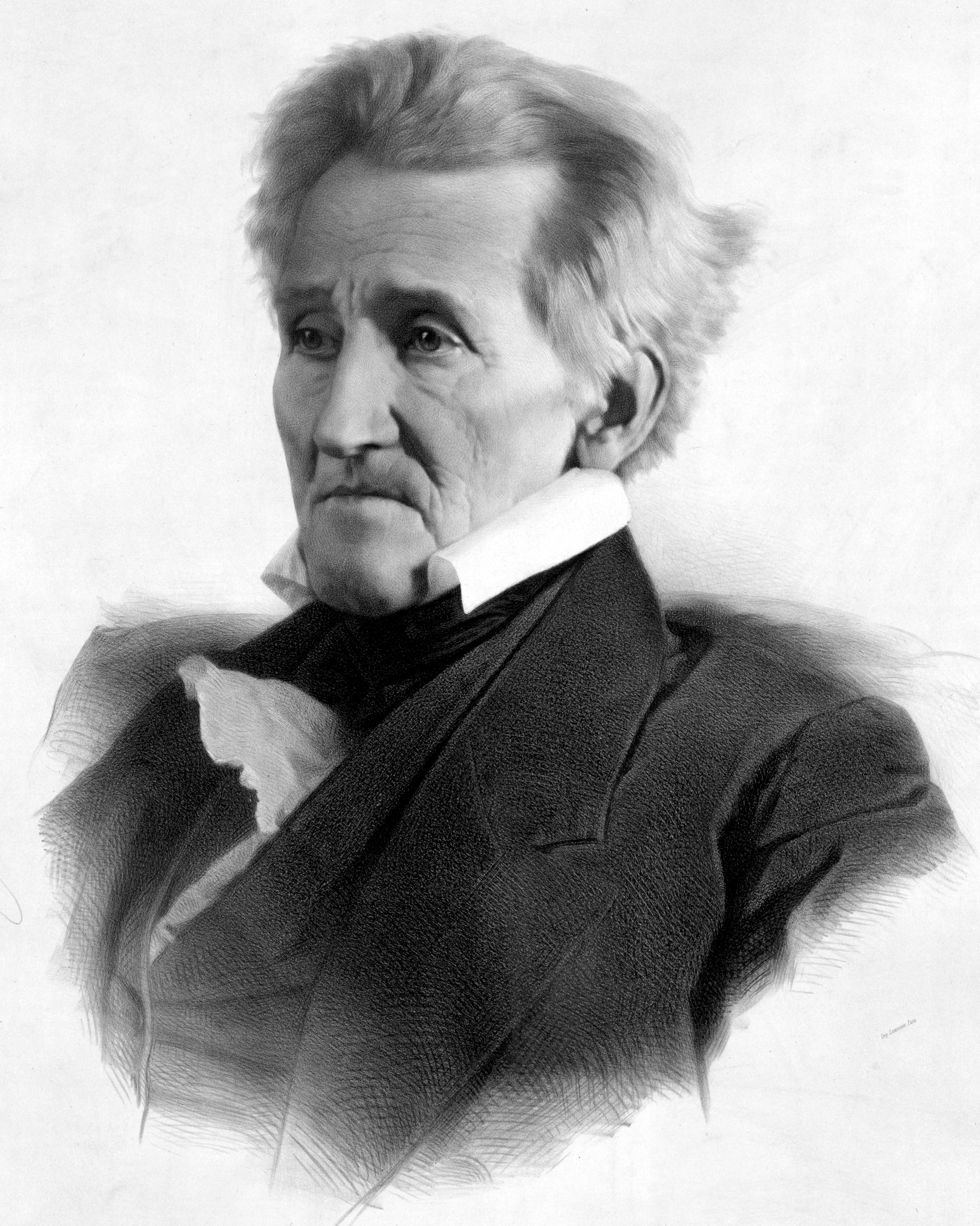
Andrew Jackson

- Andrew Huxley, fisiologo britannico
- Andrew Jackson, politico statunitense
- Andrew Lincoln, attore britannico
- Andrew Lloyd Webber, compositore britannico
- Andrew Luck, giocatore di football americano statunitense
- Andrew Niccol, sceneggiatore, regista e produttore cinematografico neozelandese
- Andrew Wiggins, cestista canadese

### Variante Andrei
- Andrei Istrăţescu, scacchista rumeno
- Andrei Pleșu, filosofo, saggista, giornalista, critico letterario e d'arte e politico rumeno
- Andrei Tchmil, ciclista su strada e dirigente sportivo belga

### Variante Andrej
- Andrej Aršavin, calciatore russo

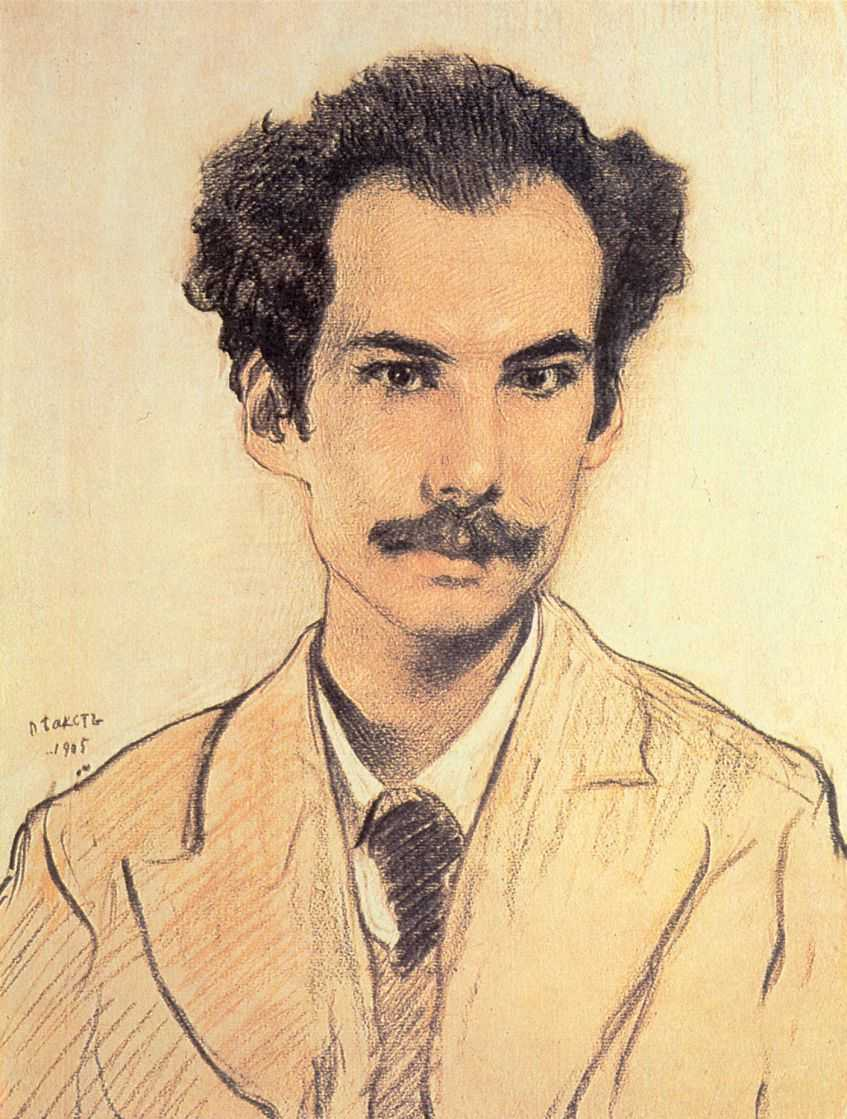
Andrej Belyj

- Andrej Belyj, poeta e scrittore russo
- Andrej Erëmenko, generale e maresciallo sovietico
- Andrej Gejm, fisico russo naturalizzato olandese
- Andrej Kolmogorov, matematico russo
- Andrej Markov, matematico e statistico russo
- Andrej Platonov, scrittore sovietico
- Andrej Ľudovít Radlinský, presbitero, linguista, pedagogo, fisico, giornalista e scrittore slovacco
- Andrej Sacharov, fisico sovietico
- Andrej Sinjavskij, scrittore e critico letterario sovietico
- Andrej Sládkovič, poeta, critico letterario, traduttore e pastore protestante slovacco
- Andrej Tarkovskij, regista e attore sovietico
- Andrej Tupolev, ingegnere aeronautico sovietico
- Andrej Ždanov, politico sovietico

### Variante Andrzej

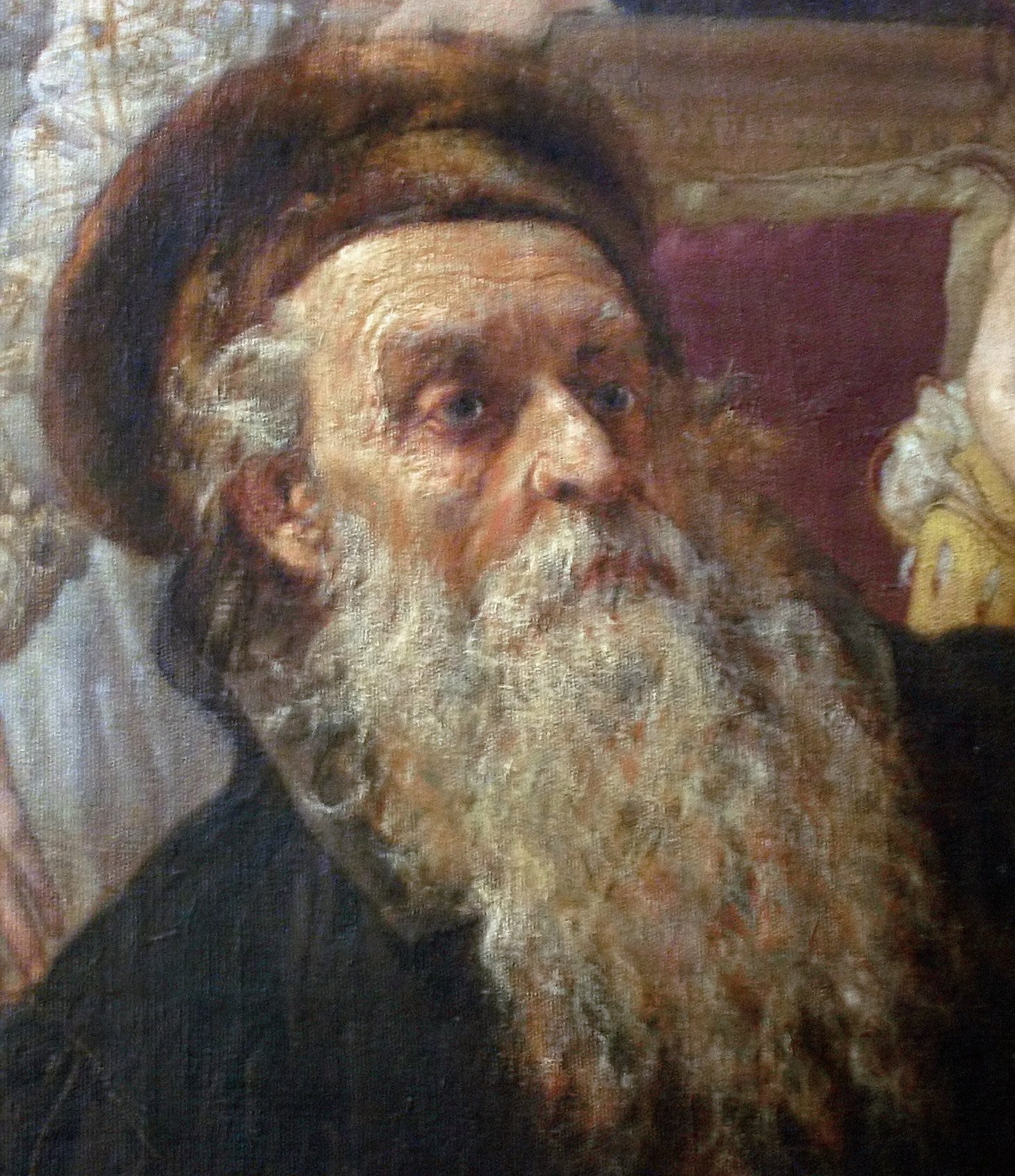
Andrzej Frycz Modrzewski

- Andrzej Ciechanowiecki, storico dell'arte, filantropo e collezionista d'arte polacco
- Andrzej Czuma, politico e avvocato polacco
- Andrzej Kijowski, scrittore e critico letterario polacco
- Andrzej Krzycki, scrittore e teologo polacco
- Andrzej Frycz Modrzewski, filosofo, teologo e scrittore polacco
- Andrzej Munk, regista polacco
- Andrzej Poppe, storico e bizantinista polacco
- Andrzej Sapkowski, scrittore polacco
- Andrzej Szczypiorski, scrittore e politico polacco
- Andrzej Towiański, filosofo polacco
- Andrzej Wajda, regista, regista teatrale e sceneggiatore polacco

### Variante Anders

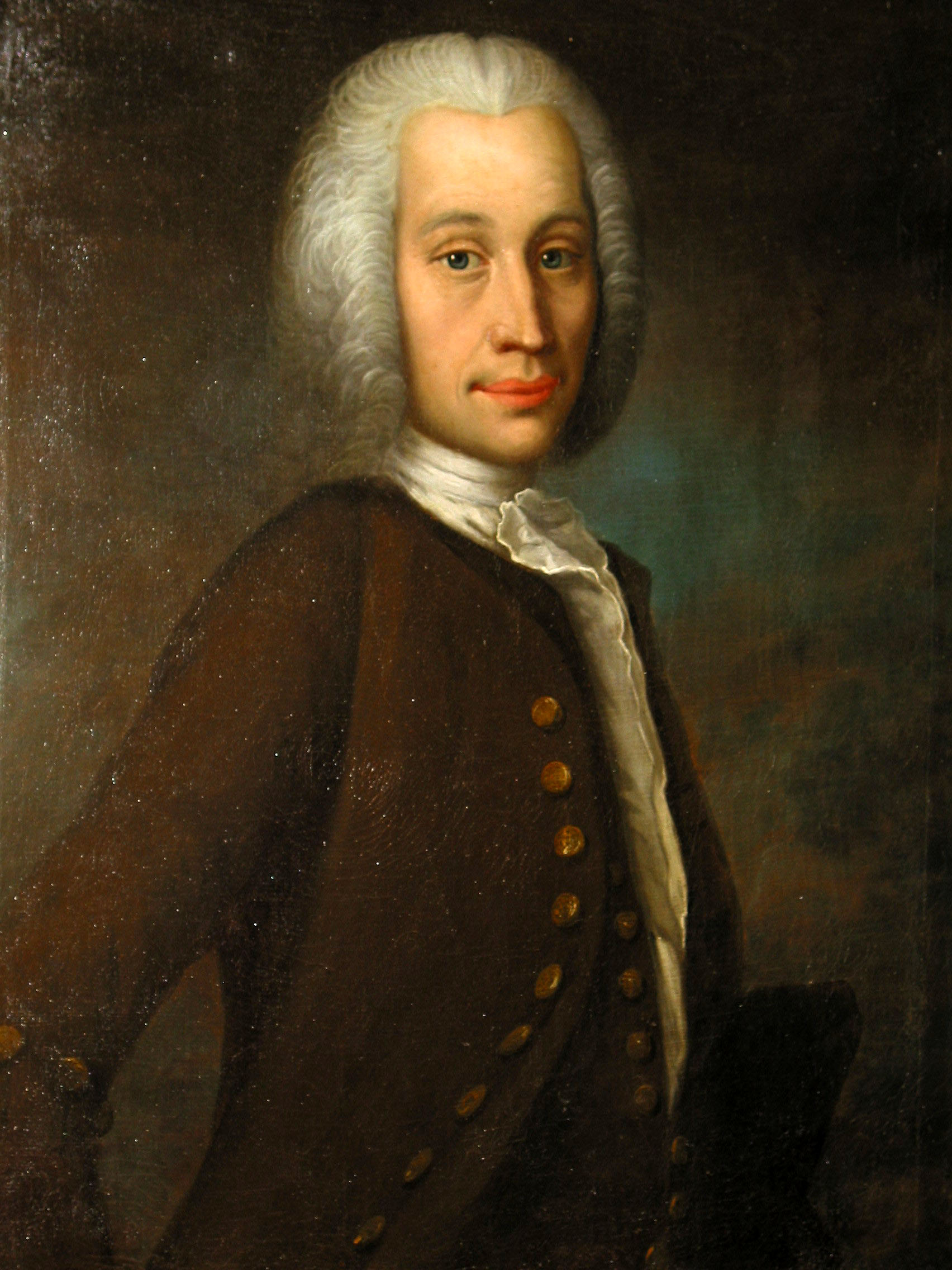
Anders Celsius

- Anders Jonas Ångström, fisico svedese
- Anders Celsius, fisico e astronomo svedese
- Anders Chydenius, filosofo finlandese
- Anders Gustav Ekeberg, chimico svedese
- Anders Fogh Rasmussen, politico danese
- Anders Thomas Jensen, sceneggiatore e regista danese
- Anders Johan Lexell, astronomo e matematico finlandese naturalizzato russo
- Anders Limpar, calciatore svedese
- Anders Österling, poeta svedese
- Anders Zorn, pittore svedese

### Altre varianti maschili

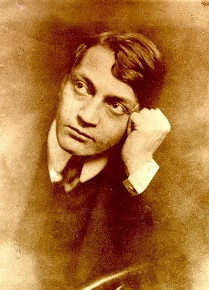
Endre Ady

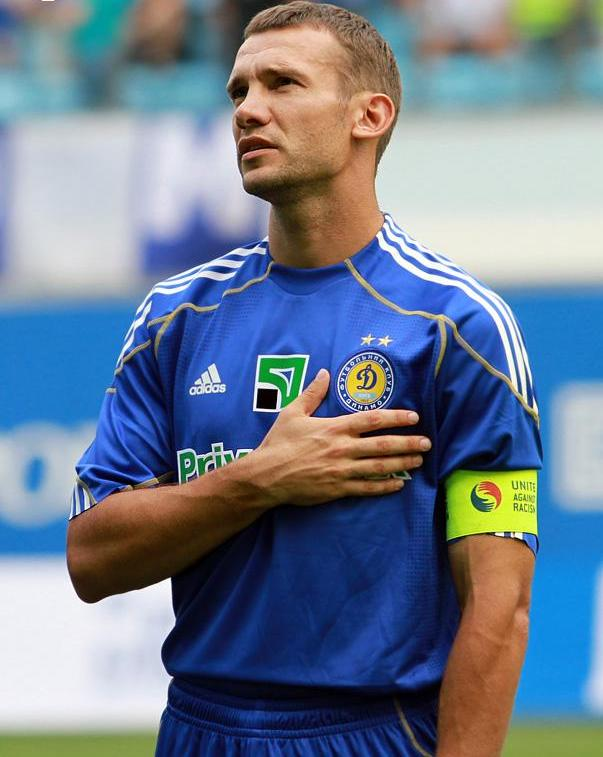
Andrij Ševčenko

- Antti Aarne, scrittore e folklorista finlandese
- András Adorján, scacchista ungherese
- Endre Ady, poeta ungherese
- Andrus Ansip, politico estone
- Andris Biedriņš, cestista lettone
- Ondřej Čelůstka, calciatore ceco
- Andries de Graeff, politico olandese
- Andrija Delibašić, calciatore montenegrino
- András Dugonics, scrittore e drammaturgo ungherese
- Andrija Hebrang, politico jugoslavo
- Andrius Kubilius, politico lituano
- Andres Larka, politico estone
- Andor Lilienthal, scacchista ungherese naturalizzato sovietico
- Andrija Mohorovičić, geologo e meteorologo croato
- Andries Pels, drammaturgo e poeta olandese
- Andris Piebalgs, politico e diplomatico lettone
- Andries Pretorius, generale e politico sudafricano
- Andrejs Pumpurs, scrittore lettone
- Andry Rajoelina, politico malgascio
- Andrij Ševčenko, calciatore ucraino
- Andres Tarand, politico estone

### Variante femminile Andrea

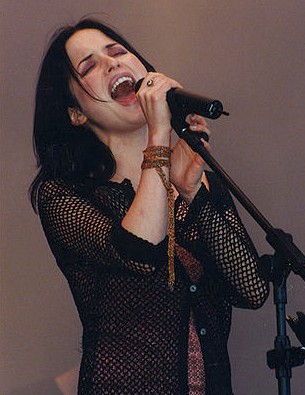
Andrea Corr

- Andrea Arnold, regista, sceneggiatrice e attrice britannica
- Andrea Corr, musicista, compositrice, cantautrice e attrice irlandese
- Andrea Delogu, conduttrice televisiva, conduttrice radiofonica e scrittrice italiana
- Andrea Lehotská, showgirl slovacca
- Andrea Lynch, atleta britannica
- Andrea Martin, attrice e sceneggiatrice statunitense
- Andrea Mead Lawrence, sciatrice alpina e ambientalista statunitense
- Andrea Osvárt, attrice ungherese
- Andrea Petković, tennista serba naturalizzata tedesca
- Andrea Sawatzki, attrice tedesca

### Altre varianti femminili
- Andrée Chedid, poetessa e scrittrice egiziana naturalizzata francese
- Andréa Ferréol, attrice francese
- Andre Norton, scrittrice statunitense
- Andreina Pagnani, attrice e doppiatrice italiana
- Andreja Pejić, modella bosniaca naturalizzata australiana
- Andreea Răducan, ginnasta rumena

## Il nome nelle arti

### Letteratura
- Ander Elessedil è un personaggio del romanzo di Terry Brooks Le Pietre Magiche di Shannara.
- Andrea & Andrea è il titolo di un libro di Domenica e Roberto Luciani.
- Andrea Sperelli è il protagonista del romanzo Il piacere di Gabriele D'Annunzio.
- Andreana è un personaggio del romanzo di Marino Moretti L'Andreana.
- Andrej Bolkonskij è un personaggio del romanzo di Lev Tolstoj Guerra e pace.
- Andreuccio da Perugia è un personaggio del Decameron di Boccaccio.

### Musica
- Andrea Chénier è un'opera in quattro quadri del 1896 di Umberto Giordano su libretto di Luigi Illica, ispirata alla vita del poeta francese André Chénier.
- Andrea è una canzone di Fabrizio De André, ma è anche una canzone di Cristina D'Avena (conosciuta anche con il titolo di Piccolo Andrea), tratta dall'album Licia Dolce Licia e i Bee Hive, infine è una canzone di Anna Tatangelo.
- Il compleanno di Andrea è una canzone degli Afterhours, tratta dall'album Ballate per piccole iene.

### Cinema
- Andre Toulon è un personaggio della serie di film Puppet Master.
- Lo chiameremo Andrea è un film del 1972, diretto da Vittorio De Sica.
- Io amo Andrea è un film del 2000, diretto da Francesco Nuti.

### Televisione
- André Fux è un personaggio della serie televisiva Squadra Speciale Cobra 11.
- André Konopka è un personaggio della soap opera Tempesta d'amore.
- Andrea è la protagonista femminile del fumetto e della serie televisiva The Walking Dead.
- Andrea Masci è il protagonista della serie televisiva Una buona stagione.
- Andrea Pergolesi è un personaggio della soap opera Un posto al sole.
- Andrea Schäfer è un personaggio della serie televisiva Squadra Speciale Cobra 11.
- Andrea Stewart, è un personaggio della soap opera CentoVetrine.
- Andrea Zuckerman è un personaggio della serie televisiva Beverly Hills 90210.
- Andrea Marino è un personaggio della serie televisiva Ghost Whisperer - Presenze.
- Andreas Kringge è un personaggio della serie televisiva Last Cop
- Andrew Packard è un personaggio della serie televisiva I segreti di Twin Peaks.
- Andrew Van de Kamp è un personaggio della serie televisiva Desperate Housewives.
- Andrew Wells è un personaggio delle serie televisive Buffy l'ammazzavampiri e Angel.

### Fumetti e cartoni animati
- Andre Camel è un personaggio della serie manga e anime Detective Conan.
- André Grandier è un personaggio della serie manga e anime Lady Oscar.
- Andrew McGregor è un personaggio della serie manga e anime Beyblade.
- Andrea è un personaggio della serie manga, anime e televisiva Kiss Me Licia.

### Altro
- Andrew Oikonny è un personaggio della serie di videogiochi Star Fox.
- Antero Vipunen è un personaggio della Mitologia ugro-finnica.